# 파르니
파르니(Parny)는 카스피 해 남동 연안의 오쿠스(타젠)강 계곡 동부 이란이었다. 파르니는 다하에 연맹의 3부족 중의 하나였다. 러시아 남부에서 스키타이족과 함께 이동한 것으로 알려져 있다. 다헤는 카스피해 동부 연안의 다헤스탄 또는 디히스탄 지역이다. 
기원전 247년 셀레우코스의 파르티아 총독이 제국을 장악하였다. 한편 아르사케스 1세라는 이름의 스키타이인 또는 박트리아인이 파르니 종족의 지도자로 선출되었다. 파르티아는 셀레우코스 제국의 군사지원을 잃었다. 